# Ember to Inferno
Albums de Trivium
Trivium
(2003) Ascendancy
(2005)
Ember to Inferno est le premier album studio du groupe de metal Trivium, sorti le 14 octobre 2003.

## Liste des morceaux
1. Inception the Bleeding Skies - 0:35
2. Pillars of Serpents - 4:35
3. If I Could Collapse the Masses - 4:42
4. Fugue (A Revelation) - 4:22
5. Requiem - 4:54
6. Ember to Inferno - 4:12
7. Ashes - 0:53
8. To Burn the Eye - 7:02
9. Falling to Grey - 5:37
10. My Hatred - 4:35
11. When All Light Dies - 6:24
12. A View of Burning Empires - 1:48

## Musiciens
- Matt Heafy - chant, guitare
- Brent Young – basse
- Travis Smith - batterie